# Challenger de Cordenons 2013
El Friuladria Crédit Agricole Tennis Cup 2013 fue un torneo de tenis profesional que se jugó en tierra batida. Se trató de la 10.ª edición del torneo que forma parte del ATP Challenger Tour 2013 . Tuvo lugar en Cordenons, Italia entre el 12 y el 18 de agosto de 2013.

## Jugadores participantes del cuadro de individuales

### Cabezas de serie
| País               | Jugador               | Rank1 | Favorito |
| Bandera de Italia  | Paolo Lorenzi         | 68    | 1        |
| Bandera de Austria | Andreas Haider-Maurer | 87    | 2        |
| Bandera de España  | Pablo Carreño Busta   | 91    | 3        |
| Bandera de Rumania | Adrian Ungur          | 93    | 4        |
| Bandera de Italia  | Filippo Volandri      | 102   | 5        |
| Bandera de Croacia | Antonio Veić          | 184   | 6        |
| Bandera de Serbia  | Boris Pašanski        | 193   | 7        |
| Bandera de España  | Guillermo Olaso       | 233   | 8        |
| ------------------ | --------------------- | ----- | -------- |

- 1 Se ha tomado en cuenta el ranking del 5 de agosto de 2013.

### Otros participantes
Los siguientes jugadores recibieron una invitación (tenista invitado), por lo tanto ingresan directamente al cuadro principal:
- Gianluigi Quinzi
- Stefano Napolitano
- Adelchi Virgili
- Filippo Baldi

Los siguientes jugadores ingresan al cuadro principal tras disputar el cuadro clasificatorio:
- Mate Delić
- Salvatore Caruso
- Janez Semrajc
- Erik Crepaldi

## Jugadores participantes en el cuadro de dobles

### Cabezas de serie
| País                    | Jugador            | País                  | Jugador           | Rank1 | Favorito |
| Bandera de Italia       | Daniele Bracciali  | Bandera de Rumania    | Florin Mergea     | 117   | 1        |
| Bandera del Reino Unido | Jamie Delgado      | Bandera de Polonia    | Mateusz Kowalczyk | 187   | 2        |
| Bandera de Suecia       | Andreas Siljestrom | Bandera de Eslovaquia | Igor Zelenay      | 195   | 3        |
| Bandera de Croacia      | Marin Draganja     | Bandera de Croacia    | Franko Škugor     | 226   | 4        |
| ----------------------- | ------------------ | --------------------- | ----------------- | ----- | -------- |

- 1 Se ha tomado en cuenta el ranking del 5 de agosto de 2013.

## Campeones

### Individual Masculino
- Pablo Carreño Busta derrotó en la final a  Gregoire Burquier por 6-4, 6-4.

### Dobles Masculino
- Marin Draganja /  Franko Škugor derrotaron en la final a  Norbert Gomboš /  Roman Jebavý por 6-4, 6-4.